# Brand in Børsen van Kopenhagen
Op 16 april 2024 werd het historische Børsen (Beurs) in het Deense Kopenhagen voor ongeveer de helft verwoest door een grote brand. 

## Verloop
De brand in Børsen, het voormalige beursgebouw uit 1625 in de Deense hoofdstad Kopenhagen, werd op 16 april 2024 iets na half acht 's ochtends gemeld. De brand ontstond in het middengedeelte, waar het hoofdkwartier van Dansk Erhverv - de Deense Kamer van Koophandel - gevestigd is. Dat gedeelte stond in de steigers en was omgeven met beschermende doeken vanwege renovatiewerkzaamheden. Het vuur zou ontstaan zijn waar arbeiders werkzaam waren, waarna het zich verspreidde via de liftschaft door het hele gebouw. Uit voorzorg werden de mensen uit gebouwen in de buurt geëvacueerd, waaronder een deel van het parlementsgebouw Christiansborg. Als gevolg van de brand stortten een deel van het groene koperen dak en de gehele Dragespiret - de spiraalvormige 56 m hoge drakentoren - in. Er vielen geen doden of gewonden.
Vijfentwintig medewerkers van het Nationalmuseet en een negentigtal leden van de koninklijke reddingsbrigade kwamen snel in actie om honderden historische schilderijen en andere waardevolle voorwerpen te evacueren volgens een op voorhand uitgetekend reddingsplan, waarbij de werken met de grootste waarde het eerst gered werden. Ook toevallige passanten hielpen bij het wegdragen. Onder andere het meer dan 4 meter brede en 2,5 meter hoge schilderij Fra Københavns Børs (Van de Kopenhaagse Beurs) van de Deense schilder Peder Severin Krøyer uit 1895, een van de bekendste schilderijen van Denemarken, kon in veiligheid gebracht worden. Naast kunstwerken werden onder meer spiegels, kroonluchters en klokken gered. Het vuur was op de dag van de brand rond 16.30 uur onder controle, maar de brandweer moest nog wel minstens een dag nablussen.
Ongeveer de helft van het gebouw werd compleet verwoest, waaronder de Grote Hal. Twee dagen na het ontstaan van de brand stortte even na vijf uur 's middags de voorgevel langs het Frederiksholms-kanaal in. Langs de gevel waren containers geplaatst om het instortingsgevaar te beperken. De brandweer was die dag nog steeds bezig met het blussen van kleine branden.
De Kamer van Koophandel - eigenaar van het gebouw - en het stadsbestuur van Kopenhagen communiceerden direct na de brand de intentie om het gebouw in haar oorspronkelijk staat te herstellen. Dankzij de grondige documentering tijdens de laatste renovatiewerken werd dit project bouwkundig haalbaar geacht. Direct na de brand schatte het centrum voor restauratie en conservatie van historische gebouwen in Kopenhagen dat de heropbouw tussen een half miljard en een miljard Deense kronen zou kosten en dat de bouw vijf tot tien jaar zou duren.
De brand trok internationale aandacht vanwege de historische waarde van het gebouw en de omvang van de schade.

## Galerij

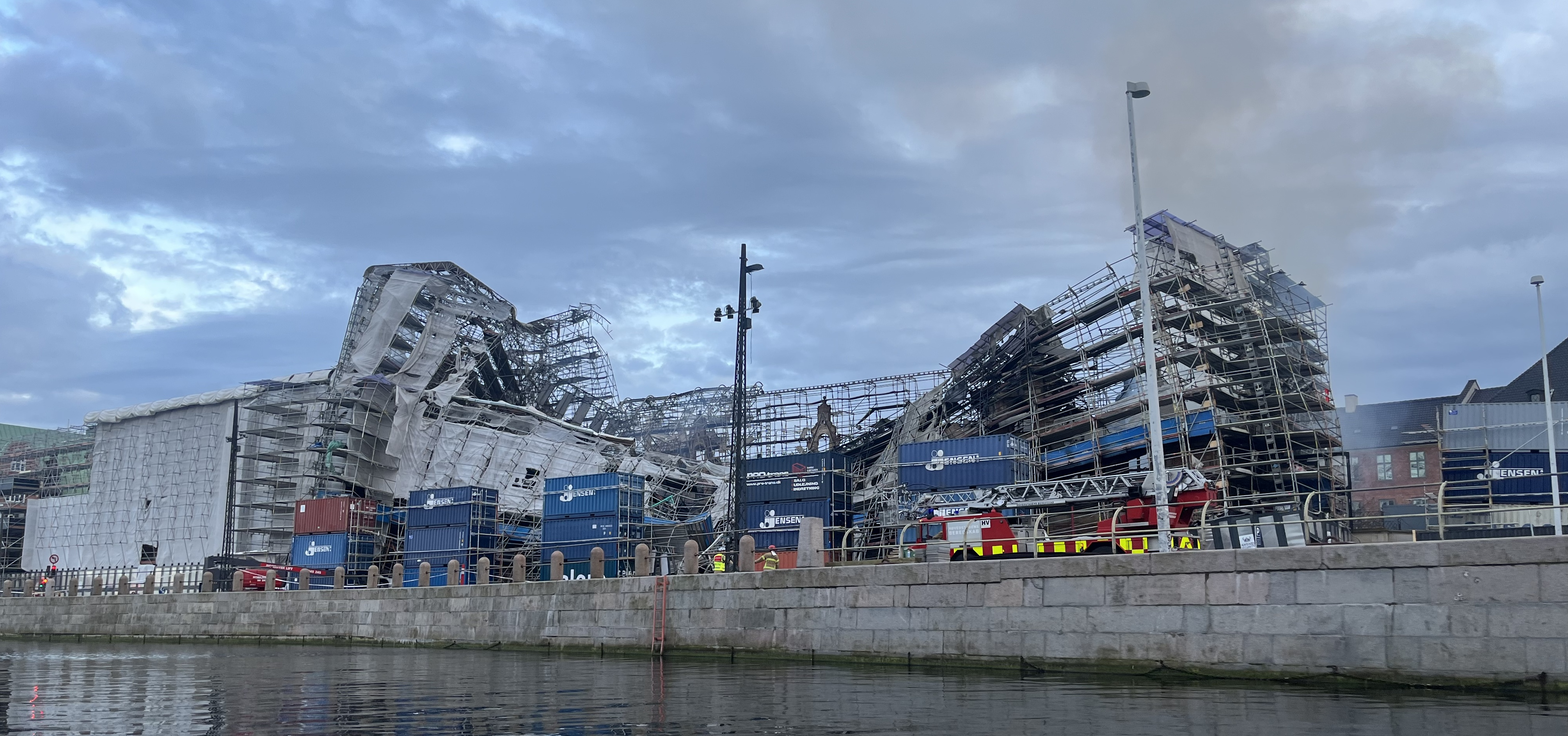
Ingestorte voorgevel
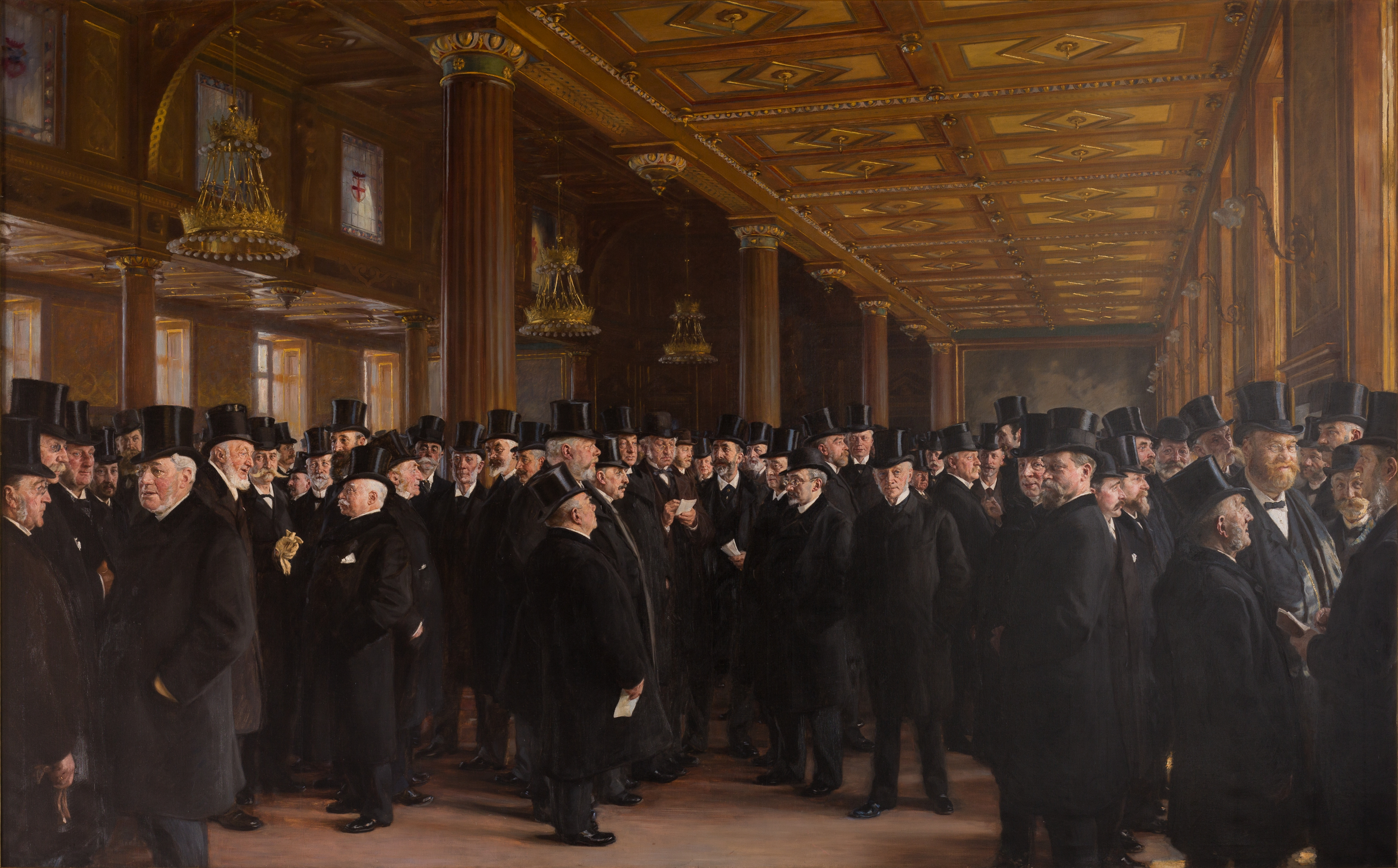
Gered schilderij Fra Københavns Børs
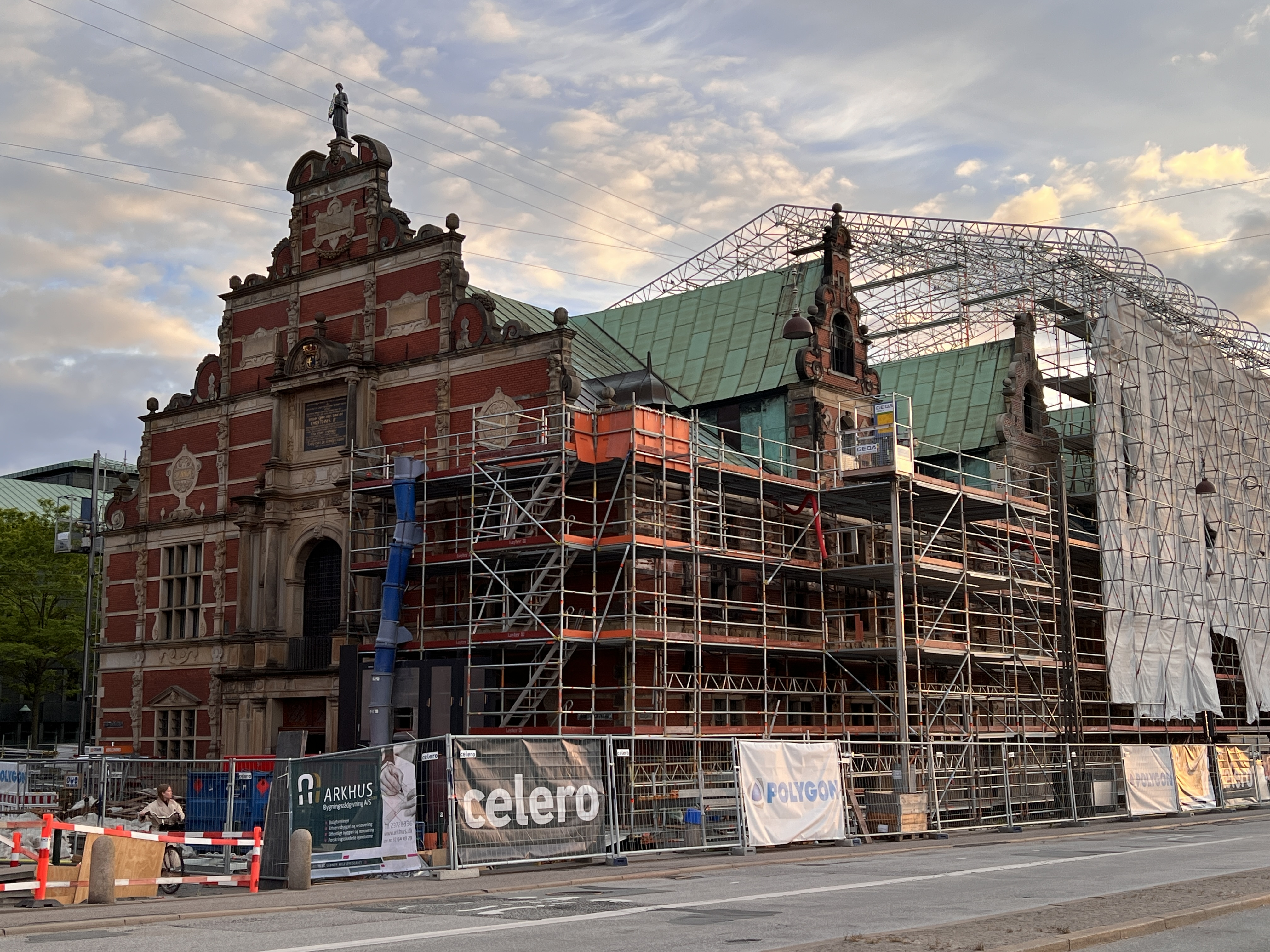
Herstelwerkzaamheden na de grote brand (mei 2024)